# Trina
Katrina Laverne Taylor (ur. 3 grudnia 1978 w Miami, Floryda), znana jako Trina – amerykańska raperka.

## Kariera
W 1998 roku raper z Miami - Trick Daddy zaprosił Trine do współpracy przy swoim debiutanckim albumie. Nagrali wspólnie kawałek "Nann Nigga". Był on pierwszym singlem promującym płytę Trick'a - "www.thug.com". Utwór stał się hitem, plasując się na 3 miejscu Rap Charts. Dzięki sukcesie singla Trina zdobyła popularność i podpisała kontrakt z wytwórnią Slip-N-Side/Atlantic Records. Trina jest często krytykowana za brak własnych tekstów oraz za związanie się z dużą wytwórnią. 
Przez krótki czas głośny był jej romans z Lil Wayne, który później związany był z jej największa rywalką Khia.

## Dyskografia

### Albumy solowe
- 2000: Da Baddest Bitch
- 2002: Diamond Princess
- 2005: Glamorest Life
- 2008: Still da Baddest
- 2010: Amazin' (4 maja[1]}

### Oficjalne mikstejpy
- 2007: Rockstarr: Da Baddest Bitch Reloaded
- 2007: Rockstarr Royalty
- 2009: Millionaire's Girls Club
- 2009: Amazin'
- 2009: Best of Both Worlds with Qwote
- 2009: Trina Introduces Victoria Balenciaga
- 2009: 5 Star Bitch
- 2009: Who's Bad
- 2009: Trick-or-Trina
- 2009: Trina & Pretty Money present: C.R.E.A.M.
- 2009: Miss.305
- 2010: Definition Of A Million Dollar Girl

### DVD
- 2003: A Miami Tail[2]